# Liptovská Kokava
Liptovská Kokava (hongrois : Kokava) est un village de Slovaquie situé dans la région de Žilina.

## Histoire
La première mention écrite du village date de 1469.

## Démographie

### Évolution de la population
| Année:               | 1994. | 2004.    | 2014.   | 2024.   |
| -------------------- | ----- | -------- | ------- | ------- |
| Nombre de personnes: | 1175  | 1054     | 959     | 882     |
| Différence:          |       | -10,29 % | -9,01 % | -8,02 % |

| Année:               | 2023. | 2024.   |
| -------------------- | ----- | ------- |
| Nombre de personnes: | 901   | 882     |
| Différence:          |       | -2,10 % |